# Reguła łańcuchowa
Reguła łańcuchowa – reguła pozwalająca obliczać pochodne funkcji złożonych, oparta na twierdzeniu o pochodnej funkcji złożonej.

## Twierdzenie dla funkcji jednej zmiennej

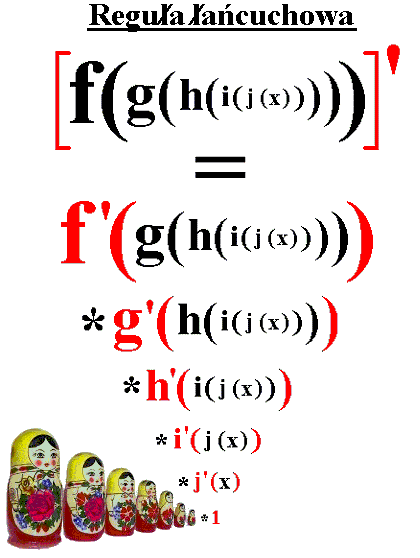
Reguła łańcuchowa w wypadku złożenia kilku funkcji

Niech {\displaystyle f,g\colon \mathbb {R} \to \mathbb {R} } będą funkcjami zmiennej rzeczywistej o wartościach rzeczywistych. Jeżeli:
- {\displaystyle f} ma w punkcie {\displaystyle x} pochodną {\displaystyle f'(x)\;{}} oraz
- {\displaystyle g} ma w punkcie {\displaystyle y=f(x)} pochodną {\displaystyle g'(y),}

to funkcja złożona {\displaystyle g\circ f} ma w punkcie {\displaystyle x} pochodną równą {\displaystyle g'(f(x))\cdot f'(x).}
Innymi słowy:
{\displaystyle (f\circ g)'=(f(g(x)))'=f'(g(x))\cdot g'(x)=(f'\circ g)(x)\cdot g'(x).}

### Złożenie wielu funkcji
Jeśli funkcja {\displaystyle f\colon \mathbb {R} \to \mathbb {R} } jest zdefiniowana jako
{\displaystyle f(x)=(f_{1}\circ f_{2}\circ \ldots \circ f_{n})(x),}
to jej pochodna {\displaystyle f'} ma następującą postać:
{\displaystyle f'(x)=(f_{1}'\circ f_{2}\circ \ldots \circ f_{n})(x)\cdot (f_{2}'\circ f_{3}\circ \ldots \circ f_{n})(x)\cdot \ldots \cdot f_{n}'(x)=\prod \limits _{i=1}^{n}(f_{i}^{'}\circ f_{i+1}\circ \ldots \circ f_{n})(x).}

### Notacja Leibniza
W notacji Leibniza reguła łańcuchowa jest łatwa do zapamiętania, bo przypomina działania na zwykłych ułamkach. Jeżeli {\displaystyle y=f(g(x)),} to wprowadzając pomocniczą zmienną {\displaystyle t} na oznaczenie {\displaystyle g(x)} mamy {\displaystyle y=f(t)} i wówczas:
{\displaystyle {\frac {dy}{dx}}={\frac {dt}{dx}}\cdot {\frac {dy}{dt}}.}

### Przykłady

#### Przykład 1
{\displaystyle (\cos x^{3})'=(-\sin x^{3})\cdot (x^{3})'=(-\sin x^{3})\cdot (3x^{2})=-3x^{2}\sin x^{3}.}
Pochodne obliczamy od zewnątrz: pochodną „cosinusa” jest „minus sinus” i stąd czynnik {\displaystyle -\sin x^{3};} jednak argument cosinusa jest funkcją {\displaystyle x^{3},} zatem wynik cząstkowy {\displaystyle -\sin x^{3}} mnożymy przez pochodną tej funkcji, czyli {\displaystyle 3x^{2}.}

#### Przykład 2
{\displaystyle ((\sin x^{3})^{2})'=2(\sin x^{3})\cdot (\sin x^{3})'=2(\sin x^{3})\cdot (\cos x^{3})\cdot (x^{3})'}{\displaystyle =2(\sin x^{3})\cdot (\cos x^{3})\cdot 3x^{2}=6x^{2}\cos x^{3}\sin x^{3}}
Jak wyżej, pochodne obliczamy od zewnątrz, a tu funkcją jest „podnoszenie zmiennej do kwadratu”. Jej pochodna to „dwa razy zmienna” i stąd {\displaystyle 2\sin x^{3}.} Jednak zmienna znów jest funkcją i otrzymany wynik cząstkowy należy pomnożyć przez jej pochodną: {\displaystyle (\sin x^{3})'.} Tę obliczamy tak: pochodną „sinusa” jest „cosinus” – stąd {\displaystyle (\cos x^{3});} jednak i tu zmienna jest funkcją i także ten wynik cząstkowy należy pomnożyć przez jej pochodną {\displaystyle (x^{3})'.}
Powyższy przykład ilustruje jak wielokrotnie stosować regułę łańcuchową.

#### Przykład 3
Przykład specjalny, pochodna funkcji {\displaystyle f(x)=x^{x}.} Zauważmy, że:
{\displaystyle x^{x}=e^{x\ln x},}
skąd
{\displaystyle (x^{x})'=(e^{x\ln x})'=(e^{x\ln x})\cdot (x\ln x)'=(e^{x\ln x})\cdot (\ln x+{\frac {x}{x}})=x^{x}(\ln x+1).}

## Twierdzenie dla funkcji dwóch zmiennych
Niech {\displaystyle f,g,h\colon \mathbb {R} ^{2}\to \mathbb {R} } będą funkcjami dwóch zmiennych rzeczywistych o wartościach rzeczywistych. Jeżeli:
- {\displaystyle g,h} mają w punkcie {\displaystyle (x_{0},y_{0})} pochodne cząstkowe, oraz
- {\displaystyle f(u,v)} ma w punkcie {\displaystyle (u_{0},v_{0})} pochodne cząstkowe, gdzie {\displaystyle u=g(x_{0},y_{0}),v=h(x_{0},y_{0})}

to funkcja złożona {\displaystyle F(x,y)=f(g(x,y),h(x,y))} ma w punkcie {\displaystyle (x_{0},y_{0})} pochodne cząstkowe równe
{\displaystyle F'_{x}(x_{0},y_{0})=f'_{u}(u_{0},v_{0})g'_{x}(x_{0},y_{0})+f'_{v}(u_{0},v_{0})h'_{x}(x_{0},y_{0}),}
{\displaystyle F'_{y}(x_{0},y_{0})=f'_{u}(u_{0},v_{0})g'_{y}(x_{0},y_{0})+f'_{v}(u_{0},v_{0})h'_{y}(x_{0},y_{0}).}

## Uogólnienia
Reguła łańcuchowa daje się uogólniać na wszystkie interesujące przypadki. Na przykład analogiczne twierdzenie można wypowiedzieć dla funkcji określonych między przestrzeniami unormowanymi. W szczególności, gdy funkcje działają między przestrzeniami {\displaystyle \mathbb {R} ^{n}} i {\displaystyle \mathbb {R} ^{m}} dla pewnych {\displaystyle n,m} naturalnych, to reguła łańcuchowa sprowadza się do mnożenia odpowiednich macierzy Jacobiego. W pełnej ogólności twierdzenie o różniczkowaniu złożenia można sformułować w następujący sposób:
Niech {\displaystyle X,\ Y,\ Z} będą przestrzeniami unormowanymi, {\displaystyle D\subseteq X,\ E\subseteq Y} będą niepustymi, otwartymi podzbiorami oraz dane będą funkcje {\displaystyle f\colon D\to Y,g\colon E\to Z,} że {\displaystyle f(D)\subseteq E.} Jeśli {\displaystyle f} jest różniczkowalna w punkcie {\displaystyle x_{0}\in D,} to złożenie {\displaystyle g\circ f} jest różniczkowalne w punkcie {\displaystyle f(x_{0})} oraz
{\displaystyle d(g\circ f)(x_{0})=dg(f(x_{0}))\circ df(x_{0}).}